# Алкантарилья
Алкантарилья (порт. Alcantarilha)  —  район (фрегезия) в Португалии,  входит в округ Фару. Является составной частью муниципалитета  Силвеш. По старому административному делению входил в провинцию Алгарве (регион). Входит в экономико-статистический  субрегион Алгарве, который входит в Алгарве. Население составляет 2347 человек на 2001 год. Занимает площадь 19,54 км².